# Afwerkplek

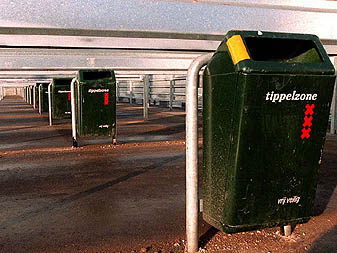
Tippelzone in Amsterdam

Een afwerkplek is de naam van een locatie waar tippelprostituees met de auto van de klant heen rijden om seks te bedrijven. Deze locaties zijn door de gemeentes aangewezen en bevinden zich meestal op of nabij de tippelzone.
Vaak zijn het speciaal ingerichte parkeerplaatsen met schuttingen voor enige privacy. Dergelijke legale afwerkplekken komen vrijwel alleen in Nederland voor. De eerste legale afwerkplekken buiten Nederland werden in 2001 in Keulen aangelegd.

## Afwerkplekken in Nederland
In bedrijf:
- Arnhem - Oude Veerweg/Westervoortsedijk op industrieterrein Kleefse Waard, 3 kilometer zuidoostelijk van het stadscentrum (sedert 1996). Eerder waren er ook afwerkplekken in het centrum, pal achter het paleis van justitie
- Nijmegen - Nieuwe Marktstraat

Gesloten:
- Amsterdam - Theemsweg (gesloten sinds december 2004)
- Rotterdam - Keileweg (gesloten sinds september 2005)
- Den Haag - Van der Kunstraat, Laakhaven (gesloten sinds 2006)
- Eindhoven - Achtseweg Zuid (gesloten sinds mei 2011)
- Heerlen - De Beitel (gesloten sinds december 2012)
- Groningen - Bornholmstraat (gesloten sinds 31 mei 2019)[2]
- Utrecht - Europalaan (gesloten sinds 2021)